# 長崎県立大学
長崎県立大学（ながさきけんりつだいがく、英語: University of Nagasaki）は、長崎県佐世保市川下町123に本部を置く日本の公立大学。1902年創立、1967年大学設置。大学の略称は県大、長県大（ちょうけんだい）。
公立大学の中でも歴史が古く、1902年の長崎高等女学校創立から統合・分離を経て2008年に現在の長崎県立大学になった。大学生、大学院生の数は3000人を超える総合大学である。

## キャンパス

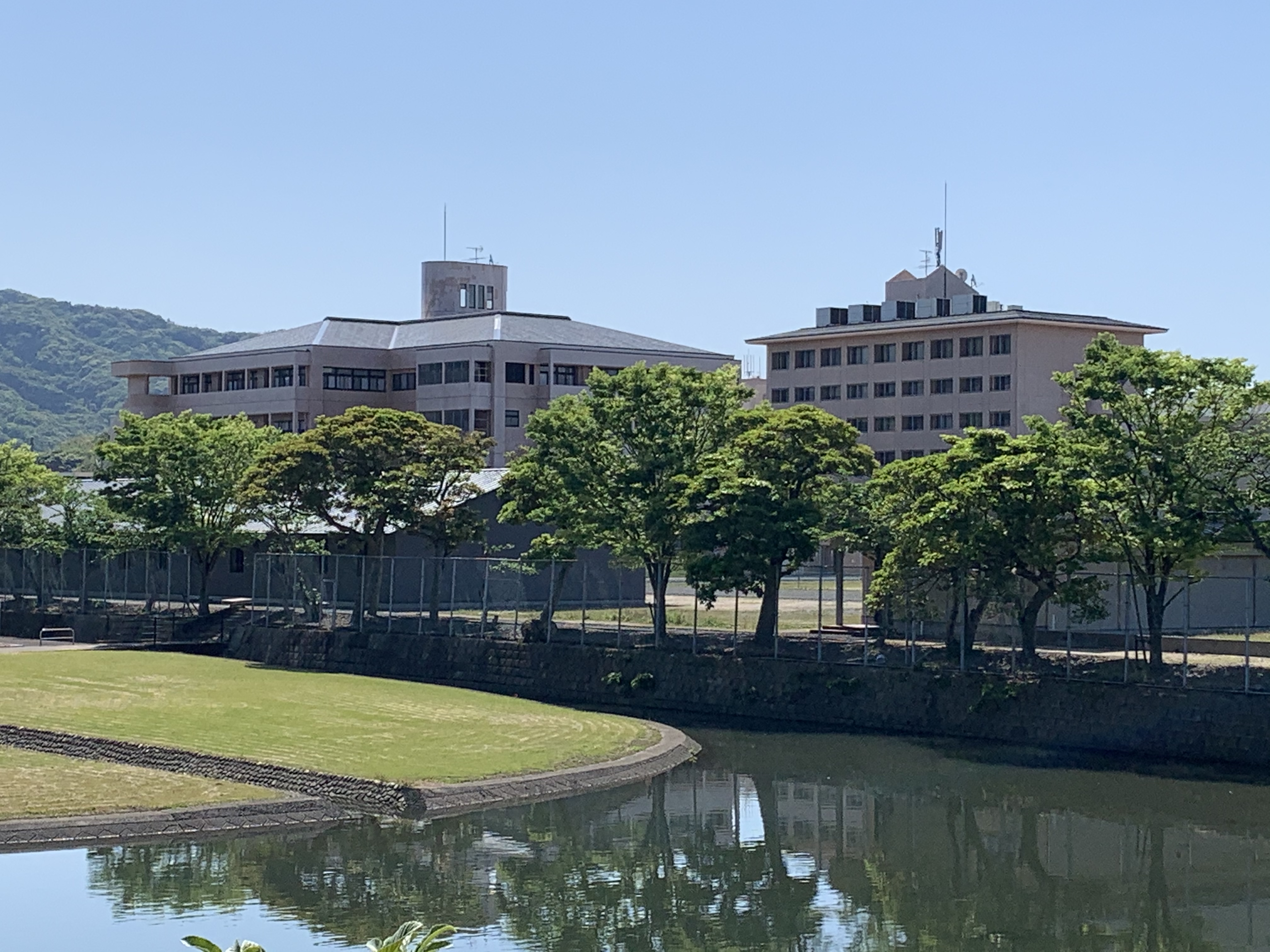
佐世保校（遠景）

- 分離キャンパス制（2キャンパス）をとっており、それぞれを「○○キャンパス」と呼ばず「○○校」と呼ぶのが特徴である。
  - 佐世保校（旧 長崎県立大学）Sasebo Campus
    - 所在地 - 上記の通り。本部は佐世保校にある。
    - 主に文系の学問領域を扱う（経営学部、地域創造学部、地域創生研究科）
      - 北緯33度11分9.2秒 東経129度40分0.4秒

  - シーボルト校（旧 県立長崎シーボルト大学）Siebold Campus
    - 所在地 - 西彼杵郡長与町まなび野1-1-1[1]
    - 主に理系の学問領域を扱う（国際社会学部、情報システム学部、看護栄養学部、地域創生研究科）
      - 北緯32度48分29.8秒 東経129度52分29.9秒
- この他にも就職活動の拠点であるサテライトキャンパスとして、福岡市中央区の「セカンドキャンパス福岡校」に登録している。

- 学部生：3,127名、大学院生：132名、計3,259名（2025年5月現在）

## 建学の精神

### 理念・目的
- 長崎の歴史・文化・地理的特性[2]を踏まえ、「県立の大学」として、地域経済の発展と県民の健康・生活・文化の向上を図る学術文化の中心としての役割を担うために以下のことを理念・目的としている。

1. 「人間を尊重し、平和を希求する精神を備えた創造性豊かな人材の育成」
2. 「長崎に根ざした新たな知の創造」
3. 「大学の総合力に基づく地域社会及び国際社会への貢献」

### 育成目標とする人物像
- 学部・大学院共通
  - 豊かな人間性と高い知性を備えている人物。
  - 複雑・多様化する社会に的確に対応できる人物。
  - 創造性豊かな人物。
- 学部
  - 「経済」・「国際関係」・「情報メディア」・「看護」・「栄養」の各分野で活躍する専門的職業人。
- 大学院
  - 専門性を更に発展させ、幅広い見識と高度な専門知識を備え、上記の各分野で活躍する高度専門職業人。

### 理念・目標達成のための方策
- 「優れた教育」
  - 高度な専門教育と幅広い教養教育（総合教育）の質の向上。
  - 教員・学生間の対話を推進・奨励。
  - 少人数教育を推進。
- 「特色ある研究」
  - 研究の質の向上。
  - 長崎の特性を活かした研究プロジェクトを推進。
  - 東アジア地域を中心とした教育研究交流の拠点の形成。
- 「質の高い学生サービス」
  - 学生一人ひとりの個性と希望に応じた進路指導（キャリアカウンセリング）の実施。
  - 学生のスポーツや文化活動・社会体験を積極的に支援。

### アドミッション・ポリシー
- 大学全体
  - 人間や自然を尊重できる人物。
  - 好奇心を持ち、積極的に挑戦したいと考える人物。
  - 目的意識を持ち、忍耐強く努力したいと考える人物。
  - 長崎の歴史・文化や地域的特性に関心を持つ人物。
  - 地域社会や国際社会に貢献したいと考える人物。
  - この他に学部ごと、大学院ごとにアドミッション・ポリシーを設定している。

### ディプロマ・ポリシー
新しい時代に挑戦し地域社会を創造し担う人材が備えるべき力を、本学ではKEN-SUN力と名付けている（学生が命名）。
- 長崎とNagasaki
  - 長崎で地域を理解するとともに世界の中のNagasakiを知ることでグローバルに交流しながら地域・国際社会に貢献し、平和を創る力。
- 知識と知恵
  - 未来を生き抜く知識を習得し、それを知恵として活用する力。
- 尊重と主張
  - 他者を尊重するとともに、自己を主張し、協働・共生する力。
- 想像と創造
  - 物事を多面的・俯瞰的にとらえる想像力と新しい知を創造する力。
- 挑戦と継続
  - 未知の課題に挑戦しつつ、学びを継続する力。
- 自立と自律
  - 自立した生活と自律的な学びをする力。

### 教育・研究

#### クォーター制
長期インターンシップや海外語学研修等への柔軟な対応、また、集中的な学習による教育効果の向上を図るため、全学部学科において4学期制（クォーター制）を導入している。

#### 進級・卒業要件
進級・卒業要件として課されている必修科目の取得のために、一部の学科では資格試験の合格が必要となる。経営学部・地域創造学部の一部の学科では、税理士試験1科目、日商簿記検定2級、FP技能検定2級、販売士検定2級、ニュース時事能力検定2級、日経TEST430点以上などの難関資格、また情報システム学部ではITパスポート試験、基本情報技術者試験、情報セキュリティマネジメント試験などの国家試験の合格が必須となる。また、国際経営学科と国際社会学科ではTOEIC730点以上（中国語履修者は中国語検定2級）というハイスコアが要求されており、いずれも学生たちにとって鬼門となっている。

#### しまなびプログラム
長崎県の「しま」（対馬、壱岐、五島、新上五島、小値賀、宇久、的山大島）を佐世保校、シーボルト校に次ぐ“第3のキャンパス”として位置づけ、学生が主体的・実践的に学ぶPBL学習法（project based learning 課題解決型学習法）を導入するとともに、「しま」での体験を通じてグローバルな視点を持ちローカルな視点で地域課題に取り組むことができる人材の育成を目的とした教育プログラムとして「しまなび」プログラムを行っている。元々は2013年（平成25年）に文部科学省の「地（知）の拠点整備事業（大学COC事業）」で採択されたプロジェクトが発端となったもので、事業終了後、2015年から全学必修科目として継続させており、新入生全員が履修している。まず、学生を5～10人ほどの班に編成し、PBLによるフィールドワーク計画の作成を行う。その後、「しま」で4泊5日のフィールドワークを実施し、まとめ・発表会へと繋げていく。優秀なプロジェクトは大学と「しま」を中継で結び、大規模な全体発表会で報告する。高校までの受け身の学習から大学の能動的な学習へと転換させ、2年次以降の専門科目での深い学びに繋げていくのも狙いの1つである。

#### 留学制度
国際経営学科と国際社会学科では海外語学研修が必修化されており、夏休み・春休み期間中の3週間～1ヶ月を利用し、欧米、オセアニア、アジア地域の大学やフィリピンセブ島の語学学校にて研修を行い、英語・中国語の運用能力や異文化コミュニケーション能力の向上を図っている。国際社会学科の海外語学研修では、ホームステイを課すことで、ネイティヴとのコミュニケーション能力や主体的に行動する力を培う。また、国際経営学科では3年次に3週間程の海外ビジネス研修を行っており、シンガポール、ベトナム、タイなどの日系企業・現地企業で研修を行うことでグローバル感覚を持ったビジネス人材を育成する。その他、希望者には全学部・学科の学生を対象に国際交流締結校との交換留学の機会もあり、留学先で修得した単位を卒業要件単位として認定できるため4年で卒業可能となっている。佐世保校では、市内の米海軍佐世保基地内のメリーランド大学ユニバーシティカレッジで開講されている英語力強化プログラムに就学することができ、市内にいながらバス留学することができる（ブリッジ・プログラム）。

#### インターンシップ
2年次、または3年次に、一部の学科において2～4週間の長期インターンシップを必修科目として設けている。学科単位でのインターンシップを必修化したのは、全国の国公立大学では史上初の取り組み。実際の仕事現場で経験を積むことで企業とのミスマッチを防いだり、卒業生の約4分の3が県外へ流出する中、県内就職者を増やすことがプログラムの目的。主なインターンシップ研修先は県内の企業や公共機関であるが、情報システム学部では長崎県内だけではなく福岡県・東京都などの情報関連企業、国際経営学科ではシンガポール、ベトナム、タイなどの日系企業・現地企業で研修を行う。インターンシップを通して、日本電気、あずさ監査法人、住友電装などの大手企業から内定を獲得した学生もいる。

#### 就職支援
大学独自の就職支援システム「Sun-Career」を1年次からパソコン・スマートフォンで利用できるようになっており、キャリア相談や就職支援イベント・セミナーの実施スケジュールの確認や参加予約、全国1万社を超える企業から大学に届く求人情報やインターンシップ情報、卒業生の就活体験談の閲覧などができる。また3年次には大学オリジナルの就活手帳も配布される。佐世保校では、毎年11月に3年生を対象とした「佐世保就職セミナー」を行っており、教員・卒業生・4年生（内定者）による実践的な面接指導等をしている。

### 生涯学習・開かれた大学
- 講座
  - 公開講座
  - 学術講演会
  - 地域公開講座
  - 公開授業
  - 大学院特別講座
  - 教員免許更新講習
- 施設の貸し出しも行っている。

## 沿革

### （旧）長崎県立大学
- 1951年（昭和26年）- 「長崎県立佐世保商科短期大学」を設立。
- 1957年（昭和32年）- 長崎県立佐世保商科短期大学と長崎県立女子短期大学（長崎市）を統合し、男女共学の「長崎県立短期大学」を設立。
- 1967年（昭和42年）- 四年制大学に移行し、「長崎県立国際経済大学」を設立。三浦町から現在の相浦へキャンパスを移転。
  - 学部・学科 - 経済学部経済学科 （1学部1学科）
  - 「国際経済大学」という名称が長く佐世保市民から親しまれており、年配の市民には今なお「県大」ではなく略称の「国経大」で呼ばれることも多い。バブル期の受験生には「ちょーこっけー(長国経)」とも呼ばれていた。
- 1968年（昭和43年）- 国際文化経済研究所を設置。
- 1969年（昭和44年）- 長崎県立国際経済大学設立に伴い、長崎県立女子短期大学を分離。
- 1991年（平成3年）- 「長崎県立大学」に改称。
  - 学部・学科 - 経済学部経済学科・流通学科（1学部2学科）（流通学科は国公立大学では初の学科）
- 1993年（平成5年）- 大学院経済学研究科（修士課程）を設置。（経済学分野では長崎県内初）
- 2001年（平成13年）- NICEキャンパス長崎[4]に参加。
- 2005年（平成17年）- 独立行政法人（長崎県公立大学法人）化。流通学科を流通・経営学科に改称、地域政策学科の新設（1学部3学科）。
- 2008年（平成20年）4月1日 - 西彼杵郡長与町の県立長崎シーボルト大学と統合し、「長崎県立大学佐世保校」となる。（本部は佐世保校に設置。）
- 2011年（平成23年）- 旧長崎県立大学が閉学。

### （旧）県立長崎シーボルト大学

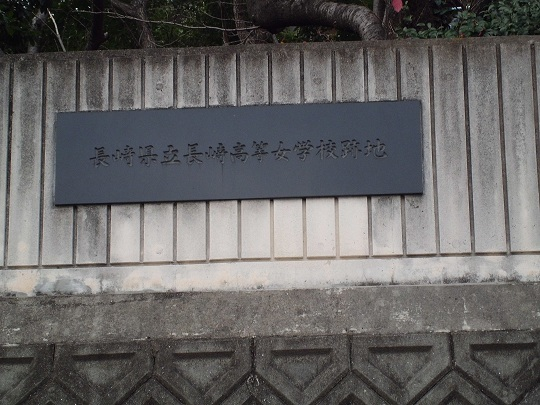
長崎県立高等女学校跡を表す看板
（校舎跡地公園）

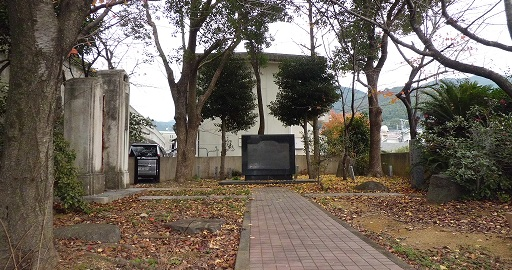
長崎県立高等女学校跡地公園
（長崎市立上長崎小学校裏手）

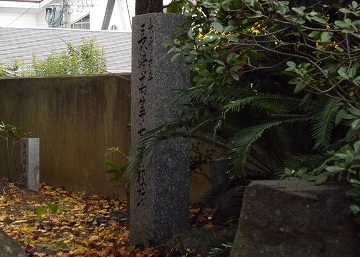
長崎県立高等女学校跡を表す碑
（校舎跡地公園）

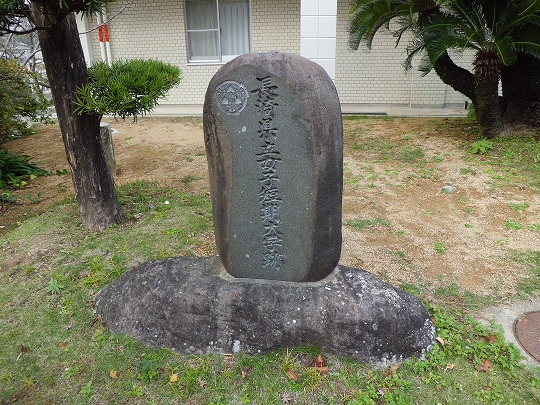
長崎県立女子短期大学跡の碑
（長崎県立鳴滝高等学校内）

※旧長崎県立女子短期大学・旧長崎県立長崎保健看護学校の沿革も含む。
- 1902年（明治34年）- 「長崎高等女学校」が創立。
- 1912年（明治45年）- 「長崎県立長崎高等女学校」[5]に改称。
- 1923年（大正12年）- 高等科を設置。
- 1929年（昭和4年）- 高等科を廃止の上、専攻科を設置。
- 1947年（昭和22年）- 専攻科が「長崎県立女子専門学校」となる。
- 1950年（昭和25年）- 学制改革により新制大学上の短期大学となり、「長崎県立女子短期大学」と改称。（長崎市鳴滝）
  - 設置学科・専攻（3学科2専攻）
    - 家政科 - 家政専攻（後に食物専攻となる）、被服専攻
    - 英文学科
    - 体育科
- 1951年（昭和26年）2月1日 - 英文学科を英語英文科と改称。
- 1957年（昭和32年）- 長崎県立佐世保商科短期大学との統合により、男女共学の「長崎県立短期大学」となる。長崎市のキャンパスは長崎女子部となる。
- 1963年（昭和38年）- 長崎県立保育専門学園を設置。
- 1965年（昭和40年）- 長崎県立保育専門学園を「長崎県立保育短期大学校」と改称。
- 1965年（昭和40年）頃 - 長崎県立長崎（保健）看護学校を設置[6]。
- 1967年（昭和42年）- 長崎県立保育短期大学校を附属校とする。
- 1969年（昭和44年）- 共学の商科II部を廃止し（四年制大学の長崎県立国際経済大学となり分離）、元の「長崎県立女子短期大学」に戻る。
- 1978年（昭和53年）- 長崎県立保育短期大学校を統合し、保育科を増設[7]。
- 1991年（平成3年）
  - 3月 -「看護職員確保対策に関する請願」を長崎県議会で採択。
  - 12月 -「四年制女子大学創設に関する請願」を長崎県議会で採択。
- 1995年（平成7年）8月 - 新大学設置構想（開学時期、設置場所等）を発表。
- 1997年（平成9年）
  - 10月 - 新大学校舎建設工事が着工。
  - 11月 - 公募により、新大学名称を「県立長崎シーボルト大学」に決定。
- 1998年（平成10年）
  - 長崎県立女子短期大学、最後の学生募集を行う。
  - 県立シーボルト大学の設置認可を国へ申請し、文部省に認可される。
- 1999年（平成11年）4月 - 「県立長崎シーボルト大学」が西彼杵郡長与町まなび野に開学。
- 2000年（平成12年）3月 - 長崎県立女子短期大学、50年の歴史に幕を閉じる。
- 2001年（平成13年）3月 - 長崎県立長崎保健看護学校[8]が閉校。
- 2001年（平成13年）- 県立長崎シーボルト大、NICEキャンパス長崎[4]に参加。
- 2003年（平成15年）4月 - 大学院（人間健康科学研究科看護学専攻・栄養科学専攻）を設置。
- 2005年（平成17年）4月 - 独立行政法人（長崎県公立大学法人）化。大学院（人間健康科学研究科栄養科学専攻博士後期課程）を設置。
- 2008年（平成20年）4月 
  - 佐世保市の長崎県立大学と統合し、「長崎県立大学シーボルト校」となる。（本部は佐世保校に設置。）
  - シーボルト校に大学院（国際情報研究科（修士課程））を設置。
  - 現在でもシーボルト校を「シー大」と呼ぶ者も多い。
- 2011年（平成23年）3月 - 最後の卒業生（2007年（平成19年）入学生）を送り出し、県立シーボルト大学が閉校。単独大学として12年の歴史に幕を閉じる。

### （新）長崎県立大学
- 2008年（平成20年）4月
  - 「（旧）長崎県立大学」と「県立長崎シーボルト大学」が統合し、「（新）長崎県立大学」（現組織）となる。
    - 全国から公募で寄せられた中から「長崎県立大学」、「県立長崎シーボルト大学」、「長崎公立大学」の3案に絞り、有識者会議の結果、全国的に知名度もあり公立大学であることが分かりやすい「長崎県立大学」に決定。
    - 大学の英語名を Nagasaki Prefectural University から University of Nagasaki に変更。
    - 分離キャンパス制をとる。
      - 旧長崎県立大学 → 佐世保校
      - 旧県立シーボルト大学 → シーボルト校

    - シーボルト校に大学院（国際情報研究科（修士課程））を設置。
- 2009年（平成21年）1月 - 長崎県の離島（五島・新上五島・壱岐・対馬）での大学入試センター試験運営のため、大学より離島に教職員の派遣を開始[9]。[10]
  - 佐世保校 - 会場 長崎県立上五島高等学校（新上五島町）
  - シーボルト校 - 会場 長崎県立対馬高等学校（対馬市）
- 2014年（平成26年）4月 - 文部科学省「地（知）の整備拠点事業（大学COC事業）」に本学の『長崎のしまに学ぶ ― つながる とき・ひと・もの ─』が採択されたことにより、県内の自治体との共同研究が始まる。それに伴い全学部で「しま体験プログラム」が必修科目化される。
- 2015年（平成27年）11月 - 日経BPコンサルティングが行う「全国大学サイト・ユーザビリティ調査2015-2016（PC編）」において、本学のWebサイトが213校中、総合第3位の評価を獲得した。
- 2016年（平成28年）4月 - 主体的に考え行動できる人材を育成するため、実学重視の学部・学科再編が行われる。経済学部と国際情報学部が募集停止となり、経営学部（経営学科、国際経営学科）、地域創造学部（公共政策学科、実践経済学科）、国際社会学部（国際社会学科）、情報システム学部（情報システム学科、情報セキュリティ学科）が新設され、5学部9学科となった。
- 2020年（令和2年）4月 - 俯瞰的かつ多面的な視点を持ち、領域横断的な専門応用力を備えた人材を養成するために、大学院の再編が行われる。経済学研究科、国際情報学研究科、人間健康科学研究科（※栄養科学専攻博士後期課程は存続）が募集停止となり、地域創生研究科（地域社会マネジメント専攻、情報工学専攻、人間健康科学専攻）修士課程を新設。
- 2020年（令和2年）4月 - 全学部学科でクォーター制（4学期制）を導入。
- 2021年（令和3年）- 情報セキュリティ学科の定員が40人から80人に倍増。
- 2022年（令和4年）- 一般選抜の大学入学共通テストの利用において、全学部学科で5教科6科目以上を課す予定。
- 2022年（令和4年）4月 - 人間健康科学研究科博士後期課程が募集停止となり、地域創生研究科地域創生専攻（地域社会マネジメント分野、地域情報工学分野、人間栄養健康科学分野）博士後期課程が新設される予定。1研究科4専攻。
- 2023年（令和5年）- シーボルト校に情報セキュリティ学科の学生とIT企業が共同で研究する「情報セキュリティ産学共同研究センター（NAGASAKIセキュリティベース）」を開設予定。
- 2025年（令和7年）4月 - 佐世保校の老朽化した校舎（本館、講義棟、大学院棟、学生会館、武道場）の建て替えとキャンパスの整備が完了予定。

## 基礎データ

### 学章
- 新学章

| 新学章カラー |

- - 制作者 - 伊藤敬生（アートディレクター）
    - ブルーのS（右下がり）とオレンジのS（右上がり）の組み合わせ
      - ブルーのSは海（sea）を、オレンジのSは太陽（sun）を表す。
      - 同時に、佐世保校（Sasebo Campus）とシーボルト校（Siebold Campus）の組み合わせをも表している。
      - 2つのSがつながり、重なることで無限大のマーク（∞）にも見え、大学そして大学を構成する学生・教員のこれから広がる無限の可能性を表している。

    - Sの組み合わせの周りに、円状に大学名と設立年が英語で書かれている。
      - UNIVERSITY OF NAGASAKI ・ FOUNDED 2008（長崎県立大学、2008年創立）
- 旧学章（統合前）
  - 旧長崎県立大学
    - 制作者 - 長崎県知事 佐藤勝也（当時在職中）
    - 制作年 - 1967年（昭和42年）長崎県立国際経済大学開学時。
      - 「鵬」（おおとり）が左の方向に飛び、地球を抱き込む姿を図案化したものであり、色はブルー。
      - 生徒が大志を抱き、理想に向かって前進してほしいという願いがこめられている。

  - 旧県立長崎シーボルト大学
    - 中心に太陽（SUN=Siebold University of Nagasaki）と本を配し周囲を波打つ円で囲っているデザインとなっていた。
      - モチーフの表すもの
        - 中心の太陽と本 = 出島に昇る太陽と学問　
          - 歴史的に文化や学問の交流拠点であった出島の様に、21世紀に大学が世界に向けて文化や技術・学問の先進的な情報を送受信する拠点としての機能を象徴。

        - 波打つ円 = 大海を擁する地球を表し、国際性を象徴。

      - 色の表すもの
        - ゴールド = 大学や学制の学問的、人間的成就の願い
        - ディープグリーン = 連綿と続く人類の歴史や伝統を象徴し、先人に学び、新たな伝統を創造し伝承していく大学の社会的使命を表現。

### 学旗
- 2種類ある。
  - 白の旗の真ん中に学章を置き、上下にオレンジ、ブルーのラインを入れたもの。
  - 臙脂色の旗の真ん中に金色の刺繍でロゴマーク（学章から英語の学校名・設立年を除いたもの）を、左下に漢字の校名を縦方向に縫いこんだもの。

### 学歌
- 新学歌
  - タイトル - 「天翔る者」
    - 作詞 - 市川森一
    - 作曲 - 大島ミチル
      - 2番まである。大学公式ウェブサイトで歌詞と楽譜の閲覧、曲（歌つき）を試聴することができる。
- 旧学歌（統合前）
  - 旧長崎県立大学
    - 「長崎県立大学学歌」
      - 作詞 - 溝上恵介
      - 作曲 - 西村雄二
        - 学歌の候補は2案あり、1970年（昭和45年）に全学投票により選定された。
        - 3番まであり、各番とも「ああ われら長崎県立大」で終わる。
        - 歌詞は長崎県立大学（佐世保校）同窓会「鵬友会」のウェブサイト[11]で閲覧することができる。

  - 旧県立長崎シーボルト大学
    - 「県立長崎シーボルト大学学歌」
      - 作詞 - 岩崎由起子
      - 作曲 - 三木稔
        - 歌詞は3番まである[12]。

### 学位
本学の学部・研究科を卒業・修了して得られる学位は以下の通りである。
| 学位 | 学部・研究科     | 学科・専攻                                           | 付記する専門分野の名称 |
| ---- | ---------------- | ---------------------------------------------------- | ---------------------- |
| 学士 | 経営学部         | 経営学部                                             | 経営学                 |
| 学士 | 地域創造学部     | 公共政策学科                                         | 公共政策学             |
| 学士 | 地域創造学部     | 実践経済学科                                         | 経済学                 |
| 学士 | 国際社会学部     | 国際社会学部                                         | 国際社会学             |
| 学士 | 情報システム学部 | 情報システム学科                                     | 情報システム学         |
| 学士 | 情報システム学部 | 情報セキュリティ学科                                 | 情報セキュリティ学     |
| 学士 | 看護栄養学部     | 看護学科                                             | 看護学                 |
| 学士 | 看護栄養学部     | 栄養健康学科                                         | 栄養健康学             |
| 修士 | 地域創生研究科   | 地域社会マネジメント専攻ビジネス・マネジメントコース | 経営学                 |
| 修士 | 地域創生研究科   | 地域社会マネジメント専攻経済・地域政策コース         | 経済学                 |
| 修士 | 地域創生研究科   | 地域社会マネジメント専攻メディア社会コース           | メディア社会学         |
| 修士 | 地域創生研究科   | 地域社会マネジメント専攻国境離島文化振興コース       | 文化振興学             |
| 修士 | 地域創生研究科   | 情報工学専攻                                         | 情報工学               |
| 修士 | 地域創生研究科   | 人間健康科学専攻看護学実践コース                     | 看護学                 |
| 修士 | 地域創生研究科   | 人間健康科学専攻公衆衛生看護学コース                 | 公衆衛生看護学         |
| 修士 | 地域創生研究科   | 人間健康科学専攻栄養科学コース                       | 栄養学                 |
| 博士 | 地域創生研究科   | 地域創生専攻地域社会マネジメント分野                 | 地域社会マネジメント   |
| 博士 | 地域創生研究科   | 地域創生専攻地域情報工学分野                         | 情報工学               |
| 博士 | 地域創生研究科   | 地域創生専攻人間栄養健康科学分野                     | 栄養学                 |

## 教育および研究

### 組織
- 長崎県立大学
  - 学部 （5学部9学科）※2016年度以降
    -     経営学部（佐世保校） Faculty of Business Administration
      - 経営学科 Department of Business Administration
      - 国際経営学科 Department of International Management

    -     地域創造学部（佐世保校） Faculty of Regional Design and Development
      - 公共政策学科 Department of Public Policy
      - 実践経済学科 Department of Business Economics

    -     国際社会学部（シーボルト校） Faculty of Global and Media Studies
      - 国際社会学科 Department of Global and Media Studies

    -     情報システム学部（シーボルト校） Faculty of Information Systems
      - 情報システム学科 Department of Information Systems
      - 情報セキュリティ学科 Department of Information Security

    -     看護栄養学部（シーボルト校） Faculty of Nursing and Nutrition
      - 看護学科 Department of Nursing
      - 栄養健康学科 Department of Nutrition science

  - 大学院（1研究科4専攻12分野）※2020年度以降
    -     地域創生研究科（佐世保校、シーボルト校）Graduate School of Regional Design and Creation
      - 地域社会マネジメント専攻（修士課程）Division of Regional Society Management 
        - ビジネス・マネジメントコース
        - 経済・地域政策コース
        - メディア社会コース
        - 国境離島文化振興コース

      - 情報工学専攻（修士課程）Division of Computer Science 
        - 情報セキュリティコース
        - 人間情報科学コース

      - 人間健康科学専攻（修士課程）Division of Human Health Science
        - 看護学実践コース
        - 公衆衛生看護学コース
        - 栄養科学コース

      - 地域創生専攻（博士後期課程）Division of Regional Design and Creation 
        - 地域社会マネジメント分野
        - 地域情報工学分野
        - 人間栄養健康科学分野

  - 学部 （3学部7学科）※2015年度以前
    - 経済学部（佐世保校） Faculty of Economics
      - 経済学科 Department of Economics
        - 経済政策コース
        - 国際経済コース

      - 地域政策学科 Department of Regional Policy
        - 地域・人間環境コース
        - 地域づくり・地域経営コース

      - 流通・経営学科 Department of Distribution, Marketing and Management
        - 流通学コース
        - 情報・会計コース

    - 国際情報学部（シーボルト校） Faculty of Global Communication
      - 国際交流学科 Department of International Relations and Cross-cultural Communication
        - 国際関係コース
        - 文化コミュニケーションコース

      - 情報メディア学科 Department of Information and Media Studies
        - 情報技術領域
        - 情報コミュニケーションデザイン領域
        - 情報社会領域

    - 看護栄養学部（シーボルト校） Faculty of Nursing and Nutrition
      - 看護学科 Department of Nursing
      - 栄養健康学科 Department of Nutrition science

  - 大学院（3研究科5専攻）※2019年度以前
    - 経済学研究科（佐世保校）Graduate School of Economics
      - 産業経済・経済開発専攻（修士課程）

    - 国際情報学研究科（シーボルト校）Graduate School of Global Communication
      - 国際交流学専攻（修士課程）
      - 情報メディア学専攻（修士課程）

    - 人間健康科学研究科（シーボルト校）Graduate School of Human Health Science
      - 看護学専攻（修士課程）
      - 栄養科学専攻 （博士前期課程・博士後期課程）

  - 附属機関
    - 附属図書館（佐世保校）
    - 附属図書館（シーボルト校）
    - 国際交流センター本部（シーボルト校）Center for International Exchange programs and Foreign Language Education
      - 国際交流センター分室（佐世保校）

    - 地域連携センター本部（シーボルト校）Regional Partnership Center 
      - 地域連携センター分室（佐世保校）

    - 教育開発センター（佐世保校）Education Development Center 
      - 全学教育[13]部会
      - FD部会

    - 東アジア研究所本部（佐世保校）
      - 東アジア研究所分室（シーボルト校）Center for East Asian Studies

    - 情報セキュリティ産学共同研究センター（シーボルト校）
      - 入居企業
        - 島津製作所
        - 大成建設
        - ラック
        - 網屋
        - エヌ・エフ・ラボラトリーズ

  - 事務局
    - 佐世保校 - 総務課、企画広報課、学生支援課、就職課
    - シーボルト校 - 総務企画課、学生支援課、就職課

### 役職
- 学長（1名）
  - 副学長（計2名）
    - 学部長（計3名）
      - 学科長（計7名）
      - 研究科長（大学院、計3名）

    - 学生部長（計2名）[14]
    - 附属図書館長（計2名）[14]
    - センター長・研究所長（計4名）
    - 事務局長（計2名）[14]

#### 歴代学長
- 新制長崎県立大学
  - 初代 - 池田髙良（医学博士、元長崎大学学長、元県立長崎シーボルト大学学長／2008年（平成20年）4月 - 2011年（平成23年）3月）
  - 第2代 - 太田博道（理学博士、前長崎公立大学法人理事長／2011年（平成23年）4月 - 2019年（平成31年）3月）
  - 第3代 - 木村務（農学博士、元長崎県立大学副学長／2019年（平成31年）4月 - 2023年（令和5年）3月）
  - 第4代 - 浅田和伸（前文部科学省国立教育政策研究所所長／2023年（令和5年）4月- 現在）

### 研究

#### 現代的教育ニーズ取組支援プログラム
文部科学省「現代的教育ニーズ取組支援プログラム」として1件のプロジェクトが採択された。
- 2004年 -
  - 『シーボルトキャラバン－生と性の主人公になろう－』

#### 地（知）の拠点整備事業（大学COC事業）
文部科学省「地（知）の拠点整備事業（大学COC事業）」として1件のプロジェクトが採択された。
- 2014年 - 
  - 『長崎のしまに学ぶ ― つながる とき・ひと・もの ─』

#### 大学間連携共同教育推進事業
文部科学省「大学間連携共同教育推進事業」として2件のプロジェクトが採択された。
- 2014年 - 
  - 『在宅医療・福祉コンソーシアム長崎』
  - 『留学生との共修・協働による長崎発グローバル人材基盤形成事業』

#### グッドデザイン賞（地域・コミュニティづくり／社会貢献活動）
長崎県立大学、九州オリエント測量設計株式会社、長崎市共同プロジェクト。
- 2015年
  - 『雨の足音プロジェクト』

#### 国土交通省 九州地方整備局 長崎河川国道事務所
- 2016年 -
  - 『長崎県立大学と道の駅「昆虫の里たびら」及び道の駅「生月大橋」との連携』

#### NEDO（国立研究開発法人新エネルギー・産業技術総合開発機構）
- 2016年 - 
  - 『橋渡し研究開発促進事業』

#### 戦略的情報通信研究開発推進事業（SCOPE）
総務省「戦略的情報通信研究開発推進事業（SCOPE）地域ICT振興型研究開発」として1件のプロジェクトが採択された。
- 2017年 - 
  - 『Webナビゲーションと近距離無線通信技術によって公共交通の体系化を促し地域発ITSモデルの構築を目指す研究開発』

#### 大学・高専機能強化支援事業
文部科学省「大学・高専機能強化支援事業」として1件のプロジェクトが採択された。
- 2025年 - 
  - 『高度情報専門人材育成プログラム（Synthesizing Date Science and AI for Security and Human）』

## 大学関係者

### 大学関係者一覧
- 長崎県立大学の人物一覧

### 大学関係者組織
- 長崎県立大学の同窓会組織は佐世保校とシーボルト校で別になっている。
  - 佐世保校（旧長崎県立大学） - 旧学章にちなみ、「鵬友会」（ほうゆうかい）と称している。
    - 鵬友会は、鵬友会本部、佐世保支部、長崎支部、佐賀支部、福岡支部、熊本支部、大分支部、鹿児島支部、中国支部、関西支部、関東支部に分かれている。
    - 鵬友会員のOB・OGは「就職ガイダンス」で講師を務めたり「佐世保就職セミナー」で模擬面接指導をするなど、年間を通して就活生へ手厚い就職支援を行っている。

  - シーボルト校（旧県立長崎シーボルト大学）- 「長崎シーボルト同窓会」
    - 長崎シーボルト同窓会では学園祭への出店や就職支援活動などを行っている。

## 施設

### 佐世保校

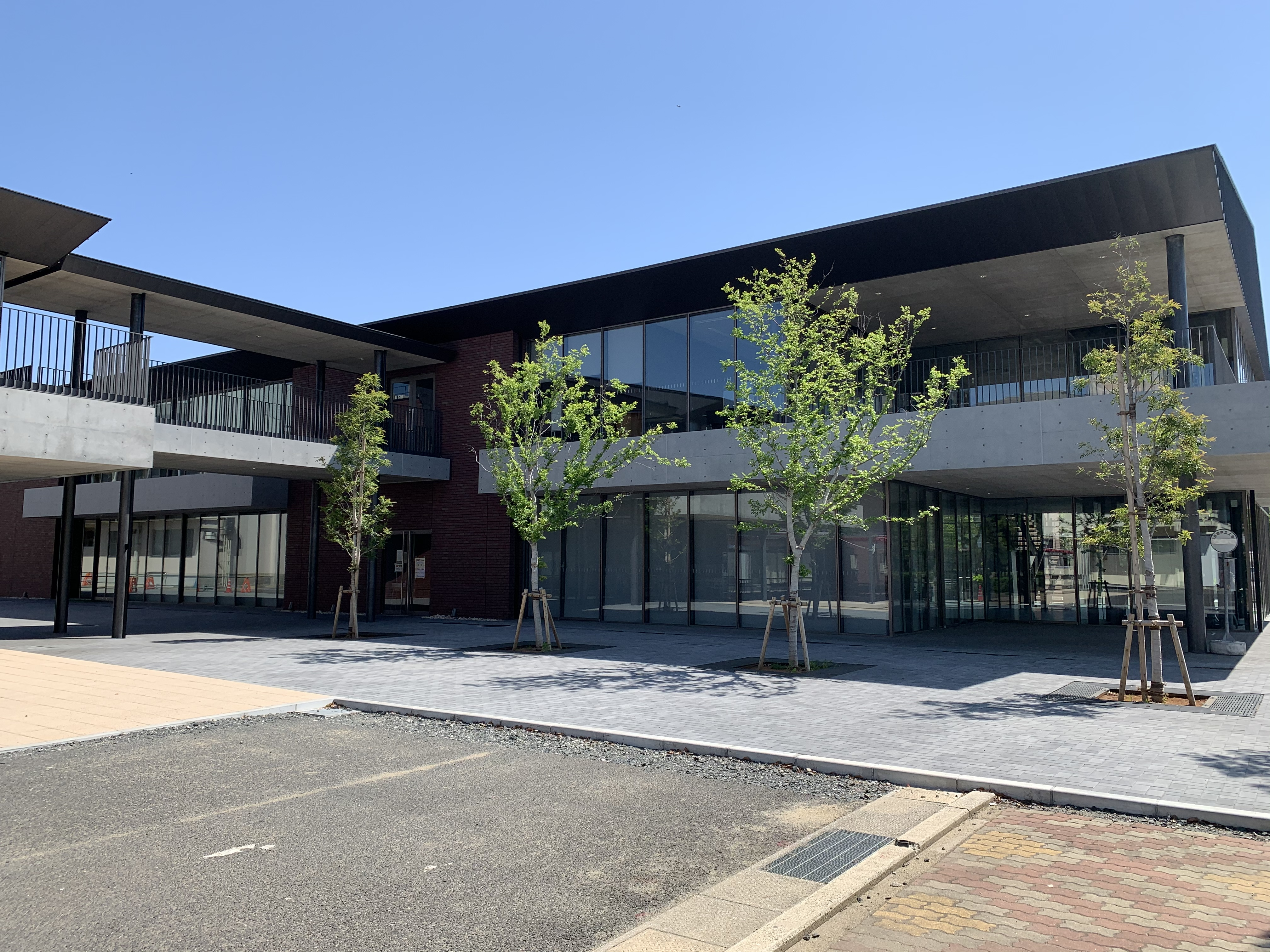
管理棟

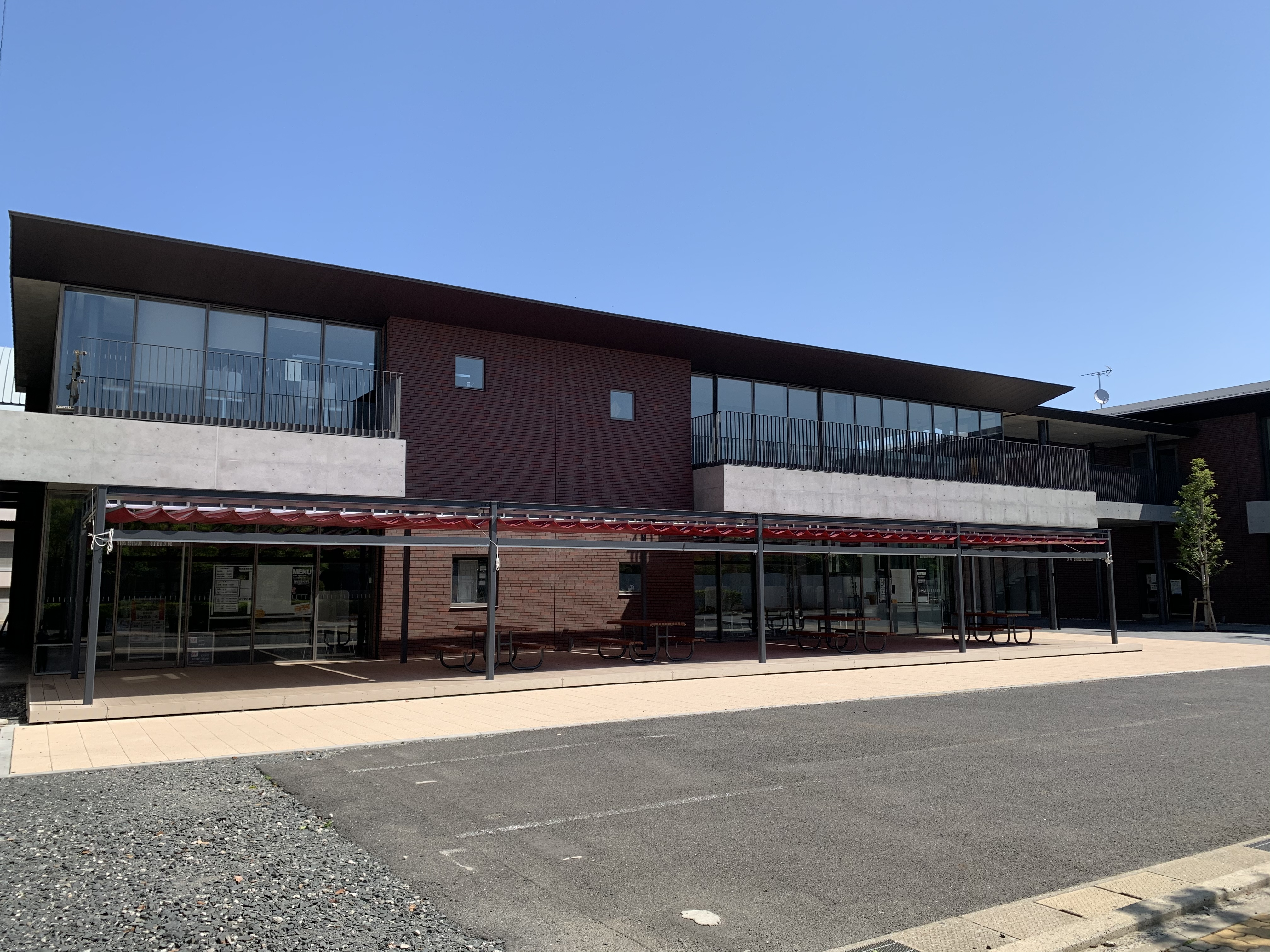
食堂棟

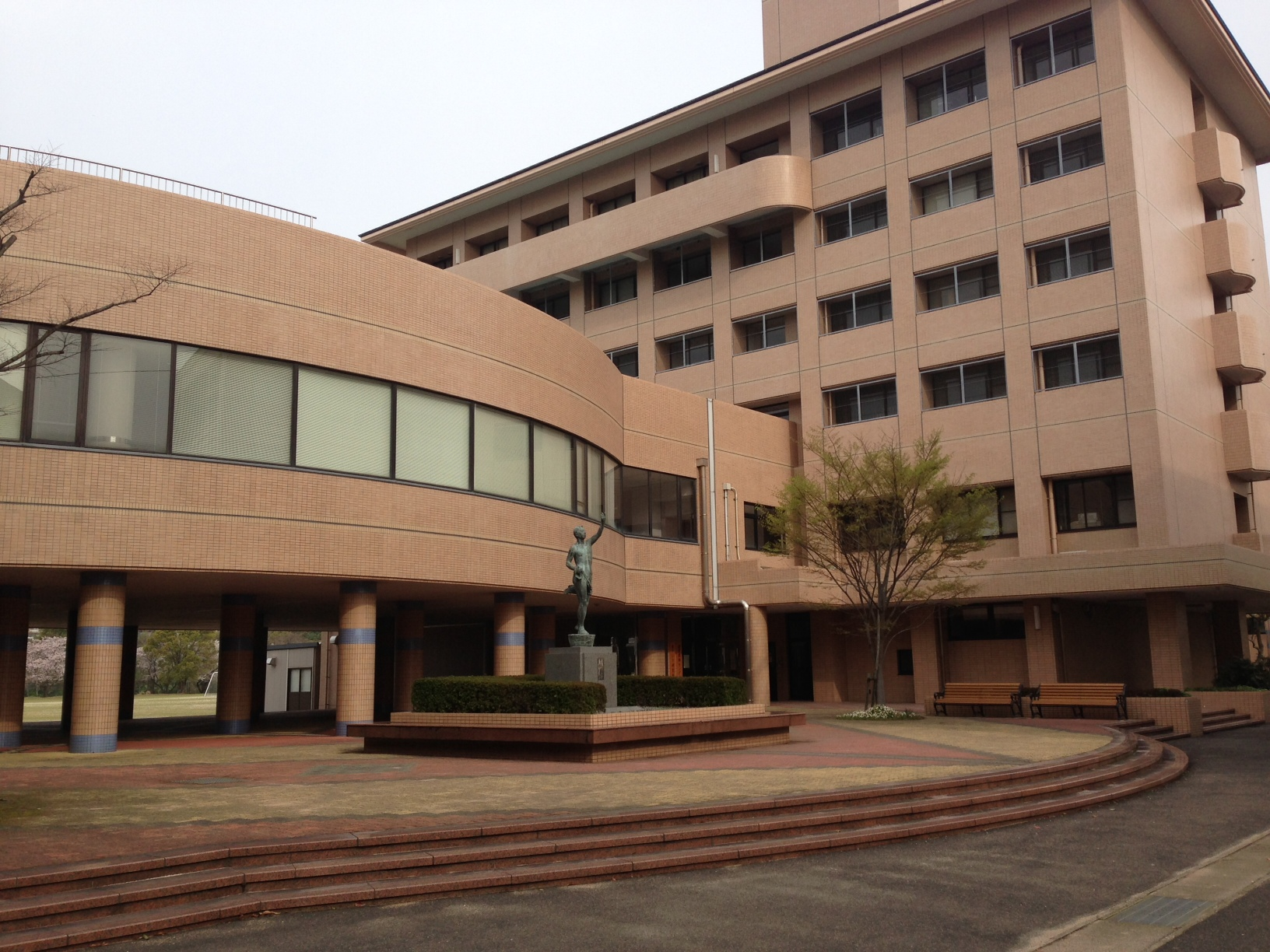
新館講義棟・研究棟

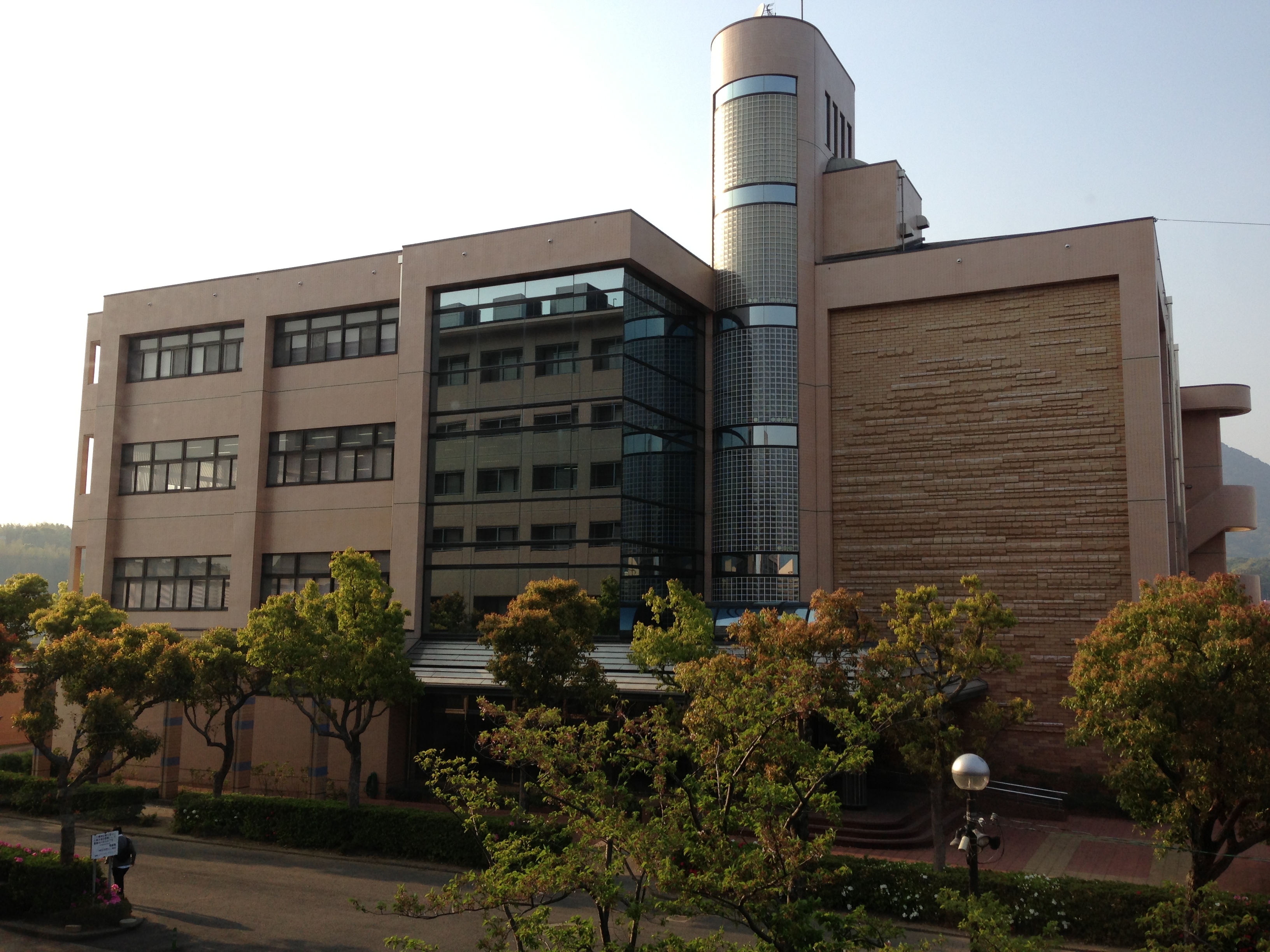
附属図書館

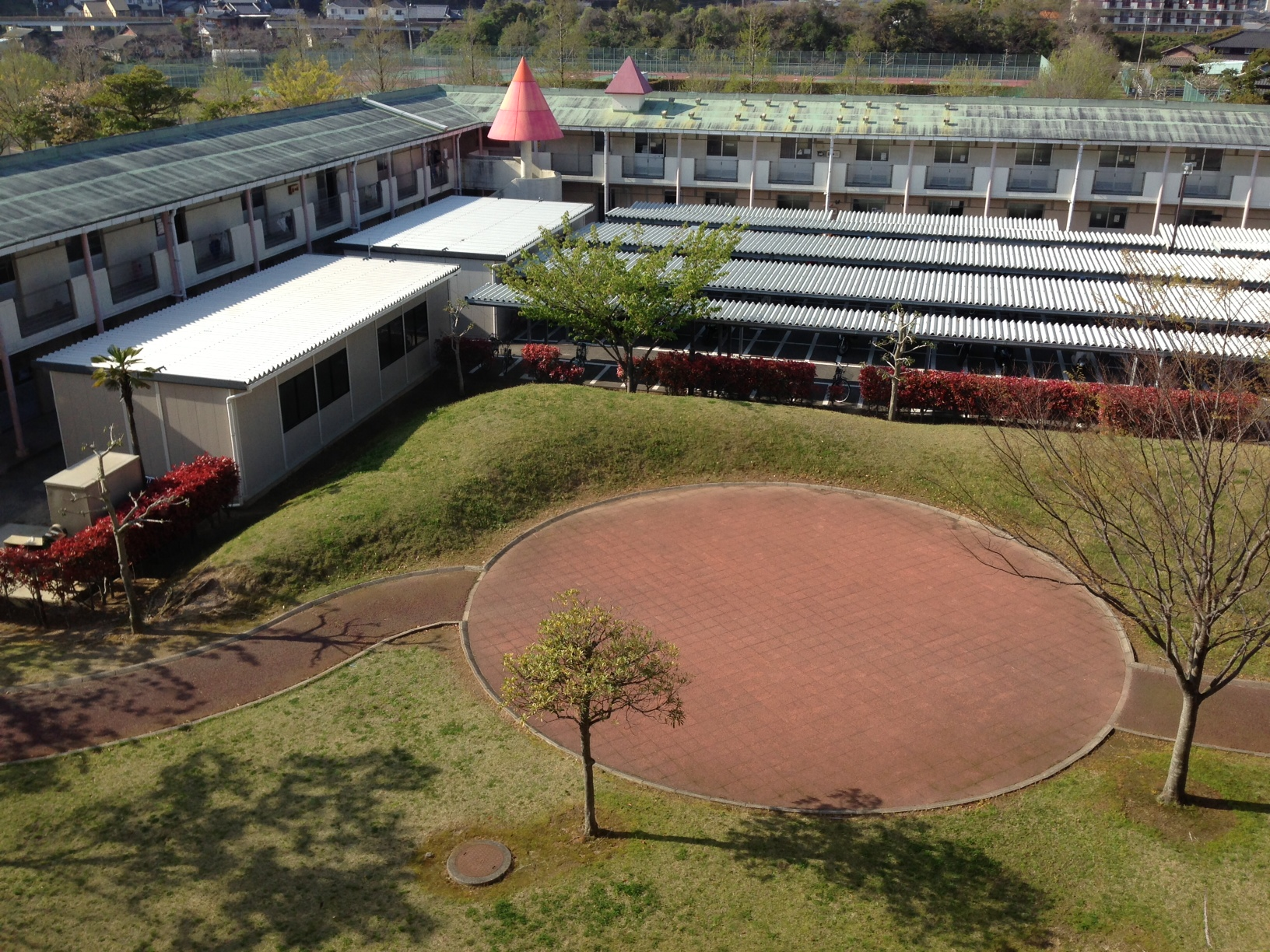
サークルボックス

- 学部・大学院 - 経営学部、地域創造学部、地域創生研究科

#### キャンパス整備計画
2016年度の学部改変後を目途に老朽化した校舎である本館・管理棟（1967年築）、講義棟（69年築）、大学院棟（67年築）、学生会館（69年築）、武道場（68年築）の建て直しとキャンパスの整備を計画している。本館の管理部門は各課の集約化、バリアフリー化などで利便性を向上する。講義部門は学科再編カリキュラムに対応し、中小教室や演習室を増設する。学生会館の福利厚生部門は食堂の座席を500席に増やし、民間企業の参加も検討する。武道場は複数のサークルが活動できる環境を整備する。また、新校舎の一部に地域住民との連携拠点となる交流施設を新設する。2016年度から2 - 3年ほどかけて整備計画・調査を行い、その後、早ければ2018年度から校舎とキャンパスを整備していき、2025年度までの完成を目指す（当初は2024年度までの完成予定だった）。既存施設の機能を稼働しながら建て替えていくローリング方式を採るため、仮校舎等を設置する予定はない。施設規模は1万2680㎡で、事業費は最大57億円を見込んでいる。新校舎は、新館講義棟、情報処理棟、研究棟、付属図書館等の既存施設や、佐世保市の赤レンガ倉庫等の近代化産業遺産との共存にも配慮した、赤レンガや木を用いた落ち着いた雰囲気となる予定。また、中央部にはスケール感のあるグリーンコモン（広場）を配置し、光が差し込む憩いの場を創出する。正門には巨大なゲートプラザを設置し、地域住民も入りやすいように開放的な入口を設ける。
- 正門
  - 正門からキャンパス内を縦断するようにクスノキ並木があり、大学の広報の写真にもよく用いられている。
- 校舎
  - 本館・管理棟（3階建て）- 教室、大学事務局、学長室。大講義室を増築しているため階段が複雑な構造になっている。
  - 新館講義棟（3階建て）- 500名以上収容する大講義室、パソコンルーム、AV教室。
  - 情報処理棟（2階建て）- 情報処理演習室、情報システム室。
  - 講義棟（4階建て）- 講義室、ゼミ室、演奏室、情報処理演習室。以前は図書館として使用されていた。
  - 大学院棟（2階建て）- 1階は保健室、学生相談室、非常勤講師控室など。2階に院生研究室を完備。
  - 研究棟（6階建て）- 教員研究室や共同研究室、会議室、東アジア研究室など。
  - 附属図書館（5階建て）- 和書や洋書が28万冊以上蔵書。インターネットコーナー、国際交流センター、多目的ホールなどもある。
  - 学生会館（2階建て）- 1階は生協食堂、2階は生協の店舗、組織部室、ラウンジなど。一部のサークルの部室、合宿所としても利用されている。
    - 生協食堂 - 昼休みには非常に混雑する。このため生協では混雑の緩和のため、学内電子マネーの利用を求めており、昼休みに現金で支払う利用者からには代金を5％増しで請求している。また、「九州フェア」「北海道フェア」「クリスマスフェア」などの期間限定メニューも充実している。

  - サークルボックス（2階建て）- シャワー、トイレを完備したサークル活動の拠点。2013年に多目的用のプレハブが設置された。
  - 体育館（2階建て）- 2階はウエイトトレーニング用設備がある。
  - 武道場（1階建て）- 1階は全面板張り、2階は板張りと畳張りが半面ずつ。
  - 弓道場 （1階建て）- 6 - 8名用。
- 屋外
  - グラウンド
  - サブグラウンド
  - テニスコート - 全天候型のテニスコートが8面。

#### 駐車場・交通事情
- 佐世保市は、長崎市ほどではないが坂が多い街である。多くの場合において人力である自転車では困難な坂が存在する。そのため、佐世保校では学生のバイク・自動車の利用率が高く、これらを所有している学生が自転車を所有している学生よりも多いようである[要出典]。更に、以前は駐車場の不足やキャンパス内の安全確保のために自動車の構内乗り入れ・駐車が厳しく制限されていたため、近隣のスーパーや金融機関の駐車場に駐車してしまう学生が絶えなかったが、現在では旧体育館の敷地をそのまま駐車場にし、駐車スペースを確保したことにより問題はある程度緩和している[要出典]。

#### 交通アクセス
- 北緯33度11分9.2秒 東経129度40分0.4秒
- 鉄道 - 松浦鉄道西九州線
  - 最寄りの駅 - 「大学駅」下車後、徒歩2分
- バス - 西肥バス（させぼバスも含む）
  - 系統 -「（日野経由、SSK経由）相浦桟橋」「（日野経由、大野本山経由）美崎が丘・大崎町」行きほか
  - 最寄りのバス停 - 「長崎県立大学前」下車
- 道路
  - 最寄りの県道 - 長崎県道11号佐世保日野松浦線

#### 周辺
- 学校
  - 佐世保市立相浦小学校
  - 佐世保市立相浦西小学校
  - 佐世保市立相浦中学校
  - 九州文化学園高等学校
  - 長崎短期大学
  - 長崎県立佐世保特別支援学校
  - 共立自動車学校・日野
- 施設
  - 佐世保市総合グラウンド（陸上競技場・佐世保野球場・アーチェリー場・プールなど）・体育館
  - 自衛隊相浦駐屯地
- 官公署
  - 佐世保市役所相浦支所
  - 相浦警察署
  - 佐世保市消防局西消防署
- 金融機関等
  - 佐世保西郵便局
  - 佐世保大潟簡易郵便局
  - ながさき西海農業協同組合相浦支店

- その他
  - 相浦川
  - 朝日橋

### シーボルト校

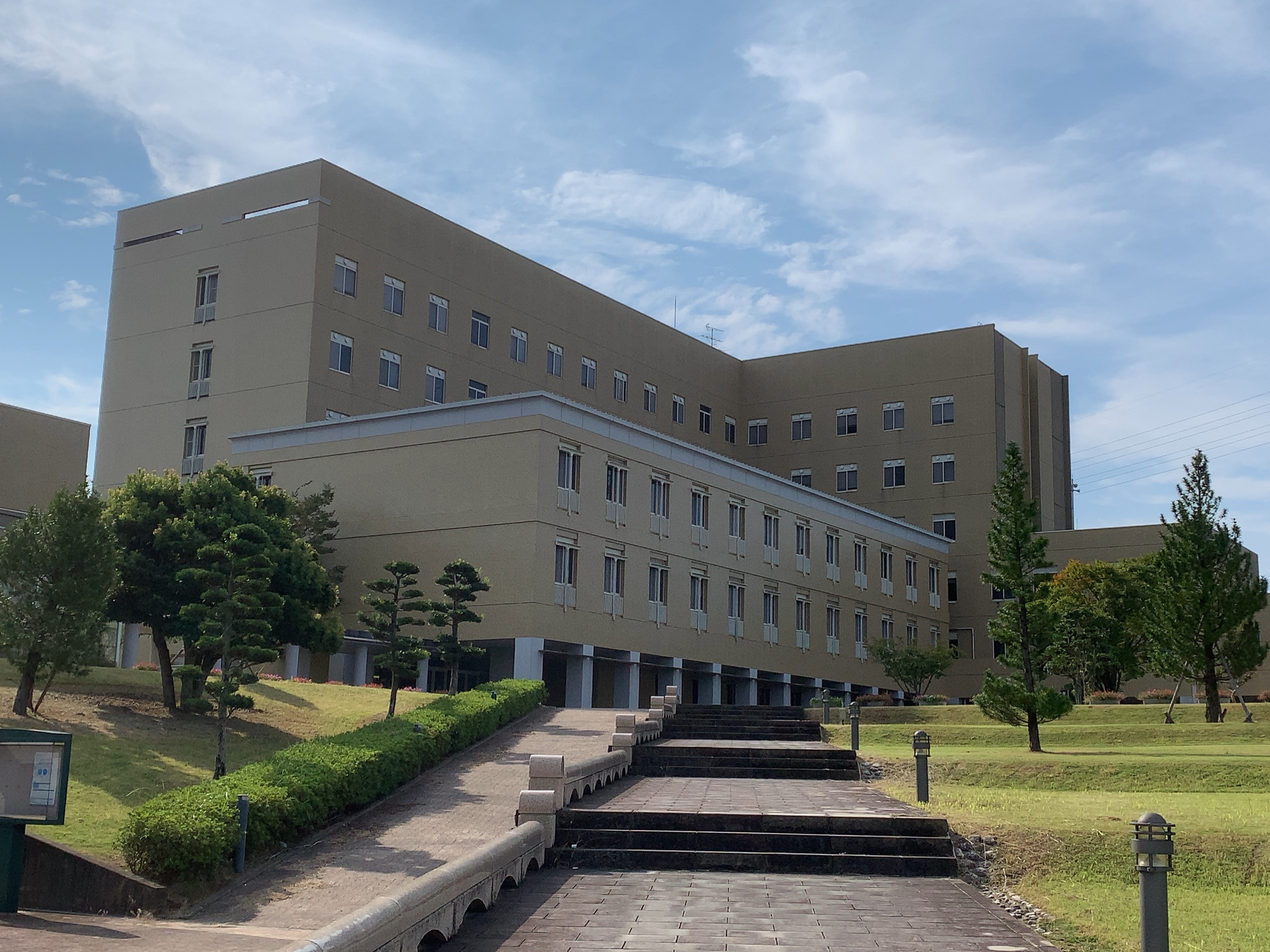
東棟

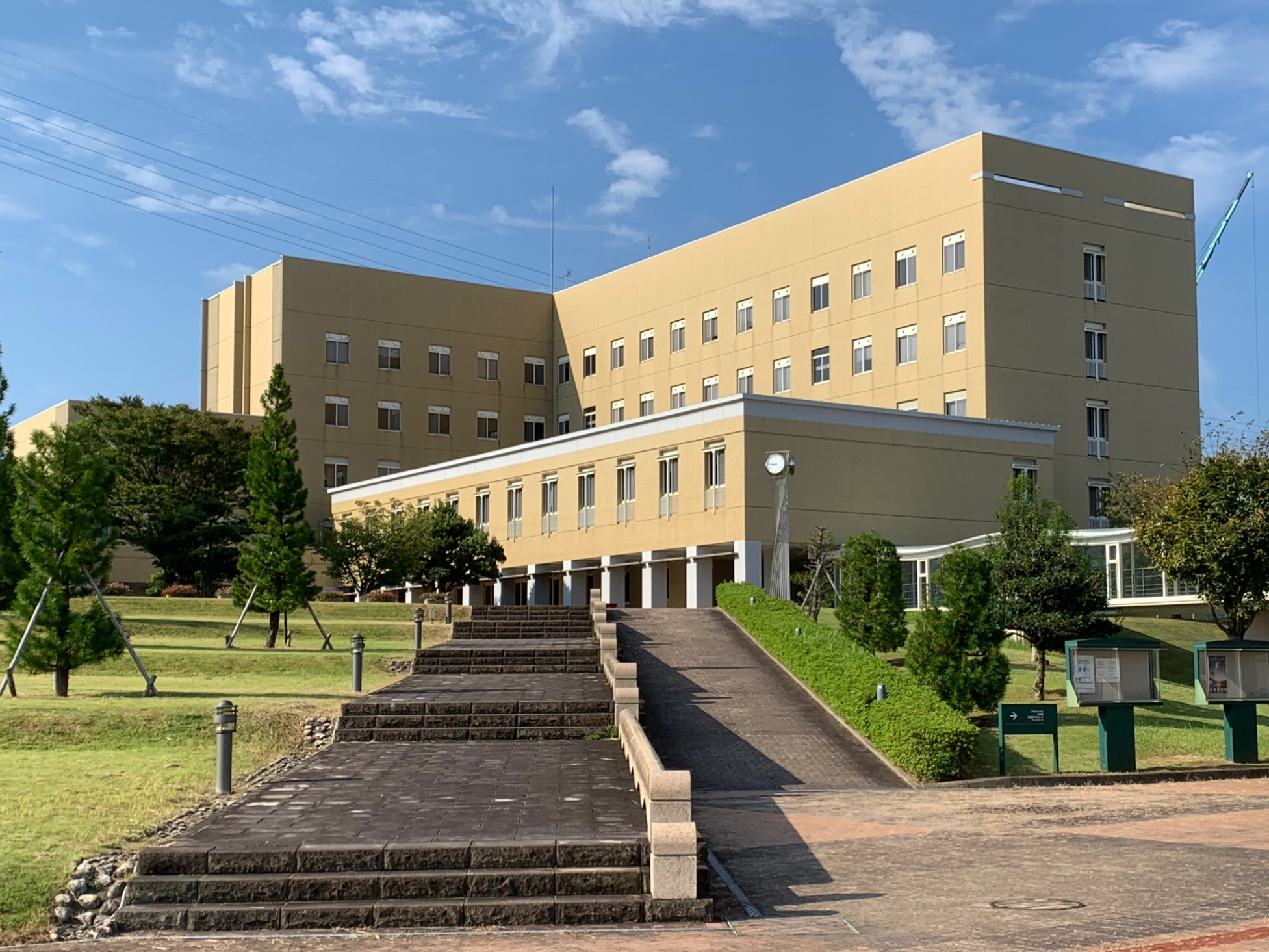
西棟

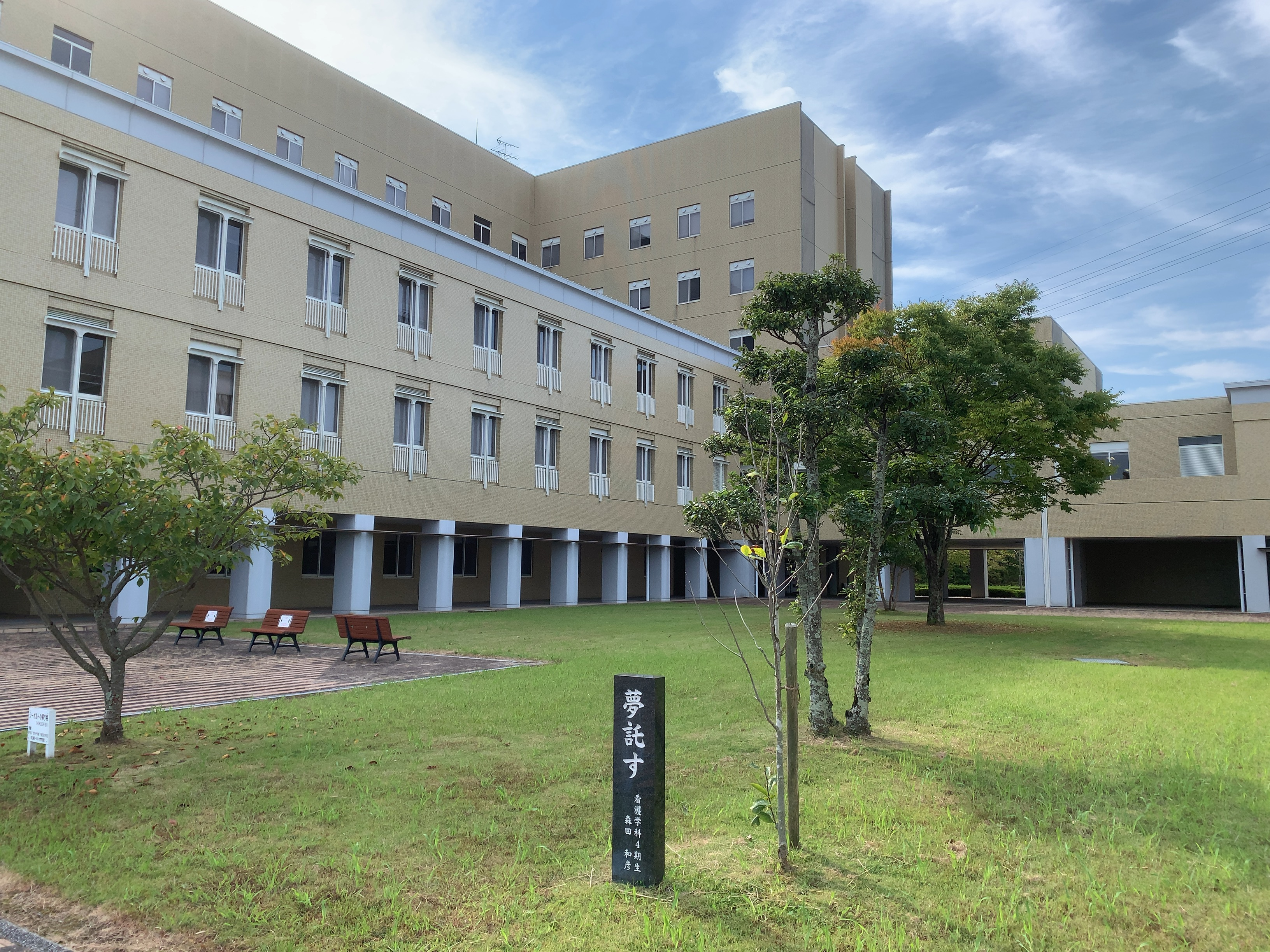
中央棟

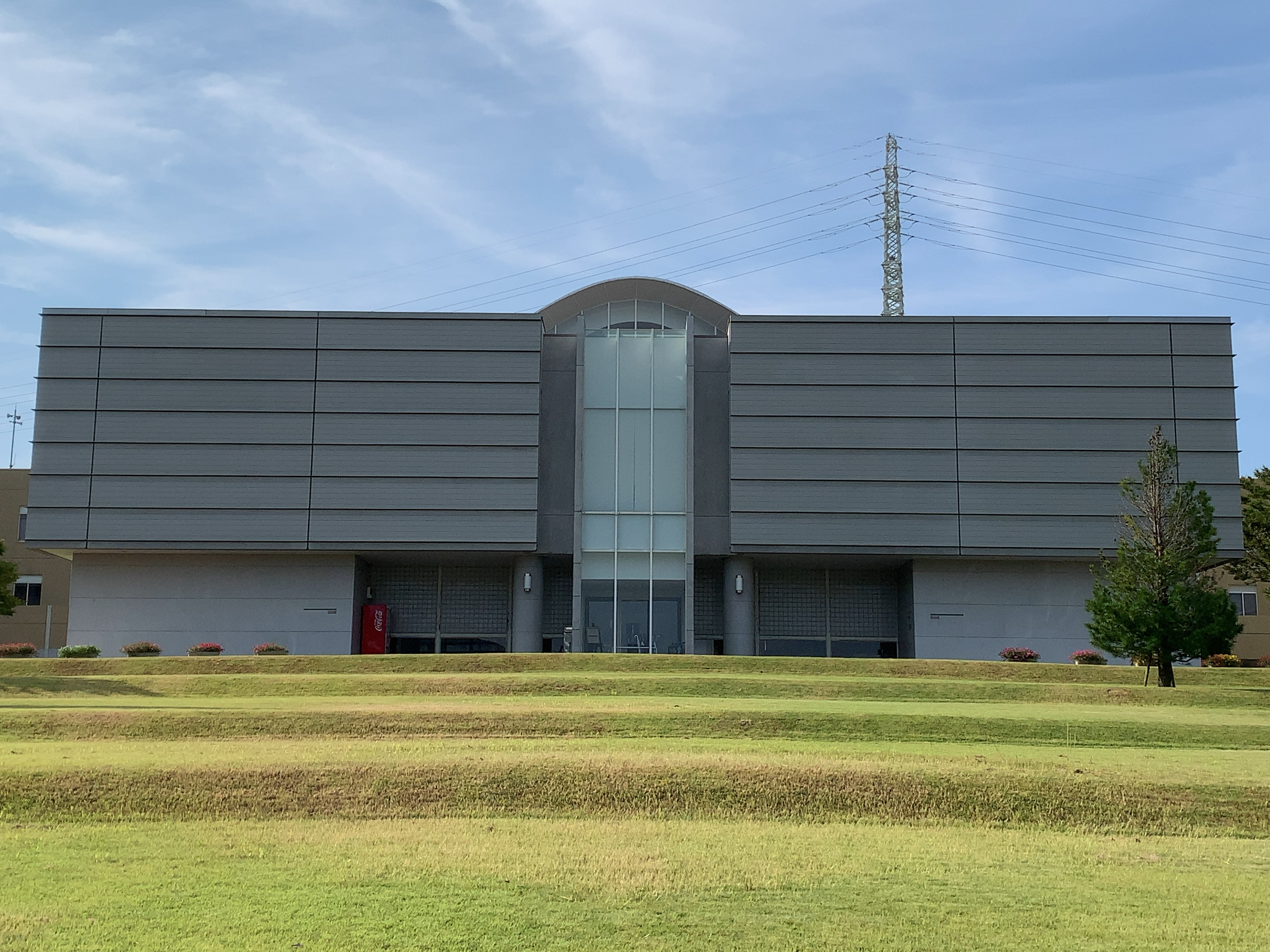
附属図書館

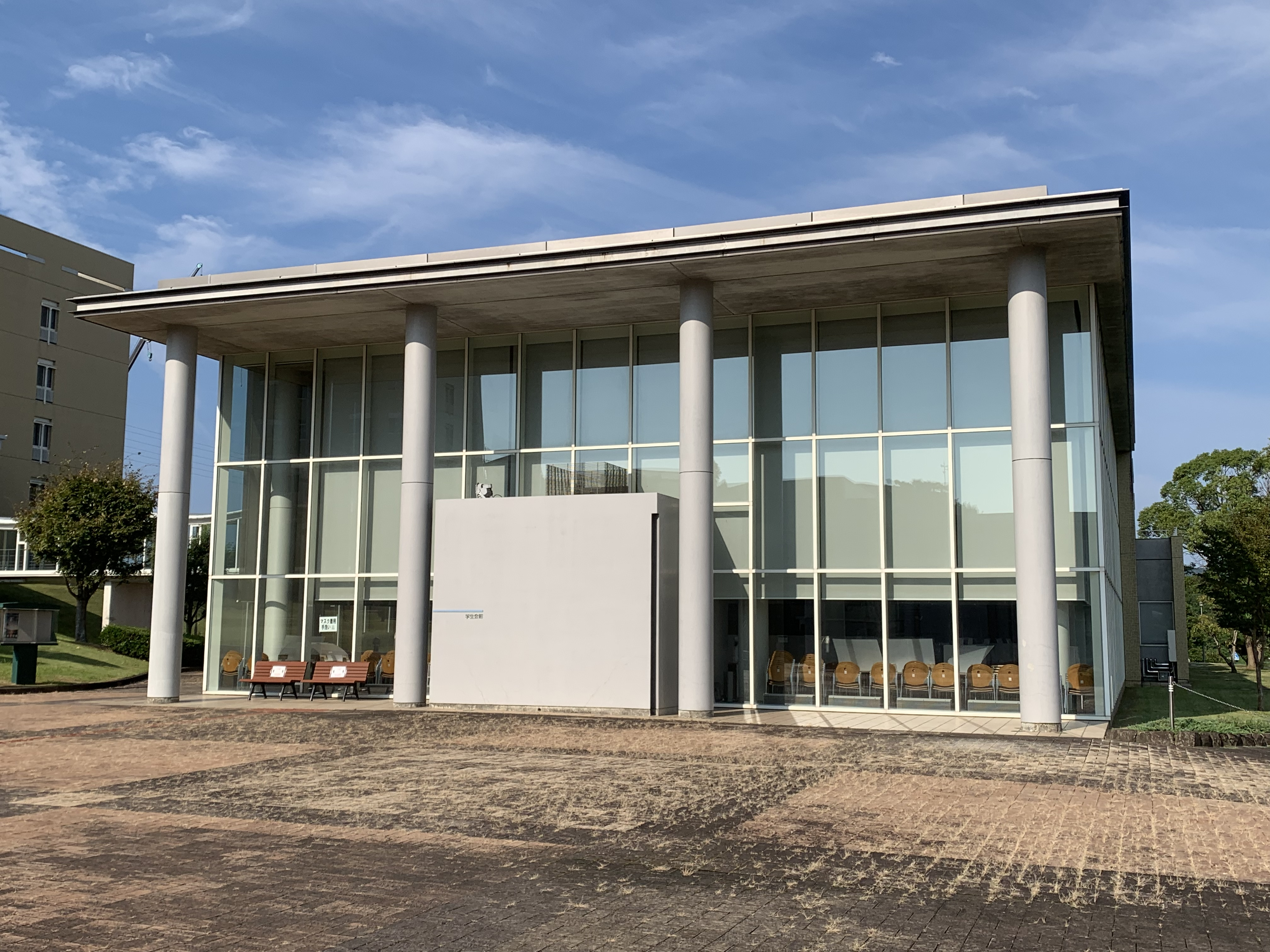
学生会館

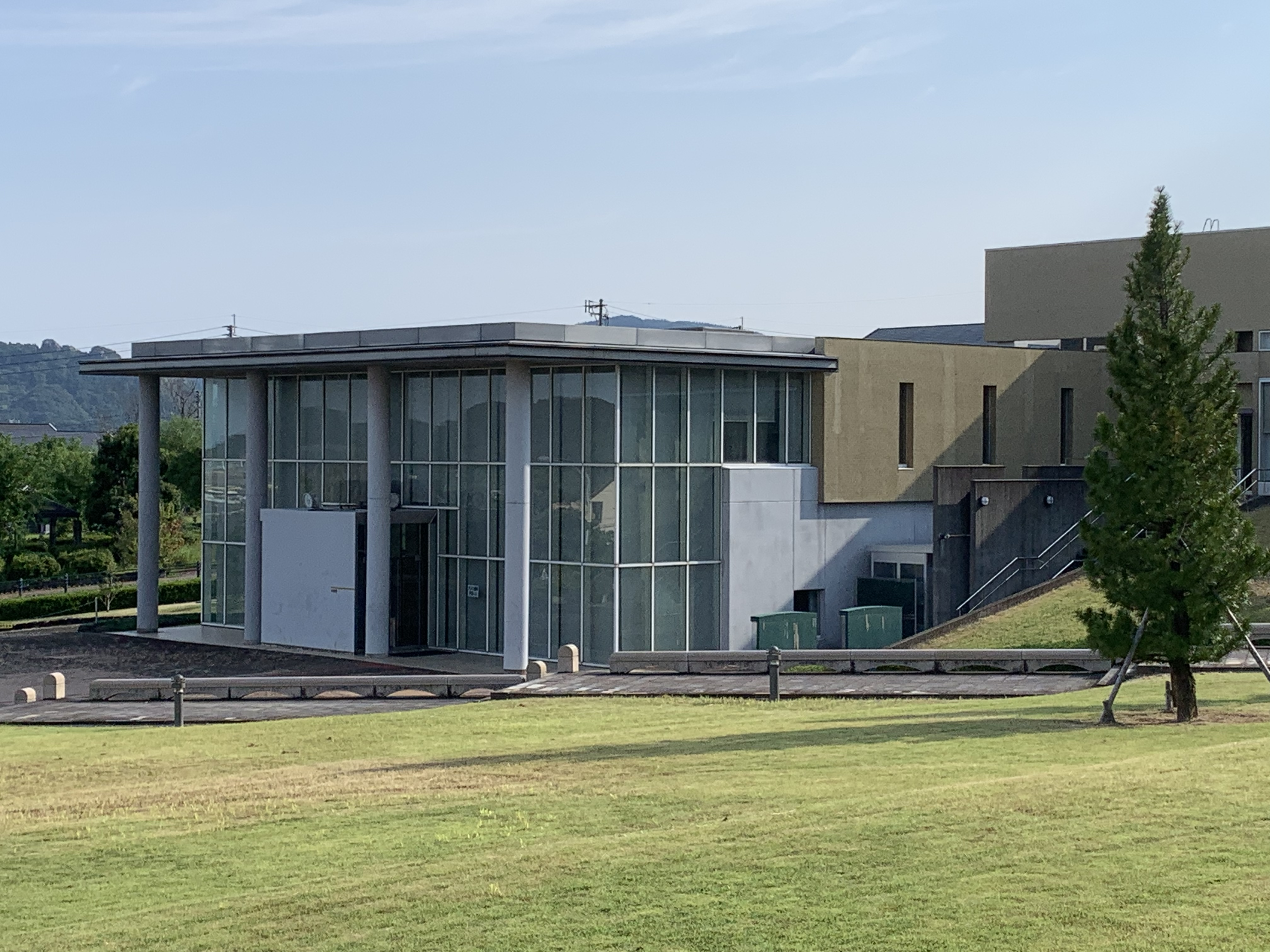
本部棟

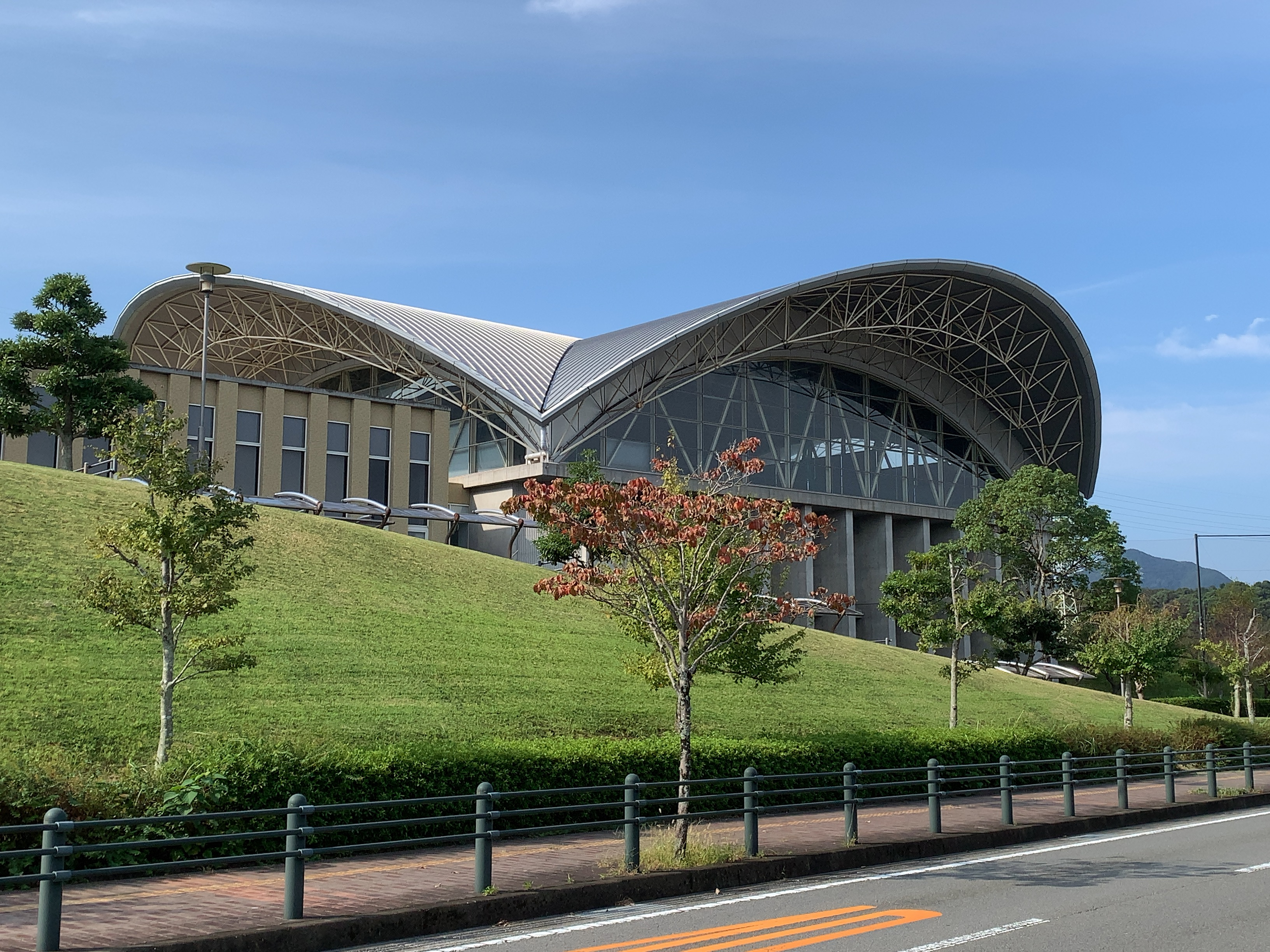
体育館

- 学部・大学院 - 国際社会学部、情報システム学部、看護栄養学部、地域創生研究科
- 校舎は比較的新しい。

#### 情報セキュリティ産学共同研究センター（NAGASAKIセキュリティベース）建設計画
情報セキュリティ学科の学生・教員とIT企業が共同研究する「情報セキュリティ産学共同研究センター（NAGASAKIセキュリティベース）」を、2023年に西棟の西側に開設。入居するIT企業と大学が連携して情報セキュリティの専門人材を育成し、近年長崎県に進出が相次いている情報関連企業のさらなる誘致を目指すのが狙いである。施設は3階建てで1階はセキュリティ演習室や企業と学生の交流スペース、企業向けの研究室を設け、2階と3階は教員の研究室や学生の実験室として使用する。施設の入り口には一般開放可能なフューチャーコリドーを設け、企業の研究内容や大学の研究学習の発表の場として利用する。フューチャーコリドーからは、サーバー室や演習室がガラススクリーン越しに中の様子や活動が見えるようにし、また内部の様子をデジタルサイネージにてライブ配信を行う。施設のデザインは過度な装飾を一切排除した機能性重視の大学として相応しい意匠のものとし、ファサードは自然由来の木製フィンにて視界を確保しながら西日を制御する。現在、島津製作所、大成建設、ラック、網屋、エヌ・エフ・ラボラトリーズの5社が入居。
- - 鉄筋コンクリート校舎
    - 本部棟（2階建て）- 事務局、大講義室（学術講演会、公開講座）[15]
    - 東棟（6階建て）- 看護栄養学部・人間健康科学研究科関連の講義・研究棟。講義室、演習室、看護学科実習施設、栄養健康学科実験施設、教員研究室などがある。
    - エネルギーセンター（2階建て）- 大学施設全体を統合的に管理する中央監視盤を備えた中央監視室（空調切り替え）
    - 中央棟（3階建て）- 全学共通 の講義室・共通実習室等。
    - 附属図書館（3階建て）- キャンパスの中心に位置する。蔵書能力約20万冊。図書閲覧コーナーのほか、AV・情報コーナー、図書検索コーナーなどを備える。
    - 西棟（5階建て）- 国際情報学部関連の講義・研究棟。講義室、演習室、情報関連演習室、メディア・スタジオ、LL教室などがある。
    - クラブハウス（3階建て）- 部活室、学生自治会室
    - 学生会館（2階建て）- 約396席を有する学生食堂、売店、自習室、ラウンジ
    - 体育館（2階建て）- アリーナ、多目的室、トレーニング室からなり、アリーナはバレーボール、バスケットボールを2面とれる広さ。

  - 屋外
    - 多目的グラウンド - 400mトラック、サッカーゴールを備えている。
    - テニスコート - 砂入り人工芝タイプのテニスコートと壁打ちコート。

#### 交通アクセス
- 北緯32度48分29.8秒 東経129度52分29.9秒
- バス
  - 長崎駅より
    - 長崎バス　
      - 琴の尾登口行き（まなび野団地　経由）　県立大学シーボルト校下車　約30分
      - 緑ヶ丘団地行き　県立大学シーボルト校下車　約20分
      - 長与ニュータウン行き　商業入口下車　約20分
      - 女の都団地行き　女の都小下下車　約25分

    - 長崎県営バス
      - 女の都団地行き　女の都小下下車　約25分
      - 西崎団地行き　女の都小下下車　約25分

  - 長与駅より
    - 長崎バス
      - 時津行き（長与第二中学校前、まなび野団地　経由）　県立大学シーボルト校下車　約7分
      - 長崎新地ターミナル行き（まなび野団地　経由）　県立大学シーボルト校下車　約7分
      - 長崎新地ターミナル行き（青葉台団地　経由）　商業入口下車　約10分

#### 周辺
- まなび野団地 - 住宅街が広がる。
- サニータウン - 住宅街。
- 女の都（めのと）郵便局
- 女の都病院
- 長崎市立長崎商業高等学校
- 長崎県立長崎高等技術専門校

## 対外関係

### 包括連携協定締結自治体
- 長崎県
- 長崎市
- 佐世保市
- 長与町
- 佐々町
- 波佐見町
- 東彼杵町
- 対馬市
- 壱岐市
- 松浦市
- 平戸市
- 五島市
- 新上五島町
- 小値賀町
- 鹿町町

### 連携協定締結団体
- 日本貿易振興機構
- 国際協力機構
- 長崎県議会
- 長崎県教育委員会
- 佐世保商工会議所
- 親和銀行
- ふくおかフィナンシャルグループ
- 日本通運航空事業支店
- 長崎電気軌道
- 長崎新聞社
- 長崎県時津警察署
- 長崎県相浦警察署
- ダナン市人民委員会外務局

### 地域活性化・地域課題解決に関する連携協定
- 長崎市
- 長崎大学
- 西日本電信電話長崎支店
- NTTアーバンソリューションズ
- ふくおかフィナンシャルグループ
- 十八親和銀行

### 五島市における健康寿命延伸についての包括的な連携に関する協定
- 長崎県
- 五島市
- 森永乳業
- 長崎新聞社

### 五島日本語学校の運営に関する連携協定
- 学校法人九州総合学院
- 五島市
- 長崎県五島振興局
- 長崎県公立大学法人

### 教育事業連携に関する協定
- 長与町
- V・ファーレン長崎
- ソフトバンク

### 文部科学省enPiT-Security連携校
- 北海道大学
  - 工学部情報エレクトロニクス学科
- 東北大学
  - 工学部電気情報物理工学科
- 静岡大学
  - 情報学部情報科学科
- 北陸先端科学技術大学院大学
  - 情報科学系
- 京都大学
  - 工学部情報学科（計算機科学コース）
- 大阪大学
  - 工学部電子情報工学科
  - 基礎工学部情報科学科
  - 理学部数学科
- 奈良先端科学技術大学院大学
  - 情報科学研究科
- 和歌山大学
  - システム工学部
- 岡山大学
  - 工学部電気通信系学科
  - 工学部情報系学科
- 九州大学
  - 工学部電気情報工学科計算機工学課程
- 慶應義塾大学
  - 理工学部
  - 総合政策学部
  - 環境情報学部
- 東京電機大学
  - 未来科学部情報メディア学科
- 情報セキュリティ大学院大学
  - 情報セキュリティ研究科

### 長崎県サイバーセキュリティに関する相互協力協定締結団体
- 長崎県
- 長崎県警察
- 長崎県商工会議所連合会
- 長崎県商工会連合会
- 長崎県中小企業団体中央会
- 長崎県産業振興財団
- 長崎県情報産業協会
- NTT西日本長崎支店
- ラック
- トレンドマイクロ
- 長崎大学
- 長崎総合科学大学
- 佐世保工業高等専門学校

### 情報セキュリティに係る連携協力校
- 佐世保工業高等専門学校
- 熊本高等専門学校
- 沖縄工業高等専門学校
- 東京都立産業技術高等専門学校

### クロスアポイントメント制度協定締結法人
- 大学共同利用機関法人人間文化研究機構
- 自然科学研究機構

### 国内大学との単位互換制度
- 放送大学学園[16]

### 地域の単位互換制度（NICEキャンパス長崎）締結校
- 長崎大学
- 長崎総合科学大学
- 活水女子大学
- 長崎純心大学
- 長崎国際大学
- 長崎外国語大学
- 鎮西学院大学
- 長崎女子短期大学
- 長崎短期大学
- 佐世保工業高等専門学校

### 学術交流協定締結校
- 国内
  - 大分大学医学部
- アジア
  -  高麗大学校看護大学（大韓民国・ソウル特別市）
  -  全南大学校地域開発研究所（同上・光州広域市）
  -  東亜大学校国際専門大学院（同上・釜山広域市）
  -  華僑大学東方管理研究センター（中華人民共和国・福建省泉州市）
  -  ドンア大学経営学部（ベトナム・ダナン市）

### 国際交流協定締結校
- 欧米
  -  メリーランド大学（アメリカ合衆国・米海軍佐世保基地内）
  -  ウィスコンシン大学（同上・ウィスコンシン州）
  -  エドモンズコミュニティカレッジ（同上・ワシントン州）
  -  フラットヘッドバリーコミュニティカレッジ（同上・モンタナ州）
- アジア
  -  高麗大学校（大韓民国・ソウル特別市）
  -  東亜大学校（同上・釜山広域市）
  -  上海外国語大学（中華人民共和国・上海市）
  -  西安外国語大学（同上・陝西省西安市）
  -  マカオ大学（同上・マカオ）
  -  厦門大学（同上・福建省厦門市）
  -  華僑大学（同上・福建省泉州市）
  -  湖北大学（同上・湖北省武漢市）
  -  ダナン大学（ベトナム・ダナン市）
  -  タマサート大学（タイ王国・バンコク）
  -  泰日工業大学（同上・同上）

### 海外語学留学研修先
- 欧米
  -  ディアブロバレーカレッジ（アメリカ合衆国・カリフォルニア州）
  -  ビクトリア大学（カナダ・ブリティッシュコロンビア州）
  -  バンクーバーアイランド大学（同上）
  -  ランガラ・カレッジ（同上）
  -  チチェスター・カレッジ（イギリス・ウェスト・サセックス州）
- オセアニア
  -  ウーロンゴン大学（オーストラリア・ニューサウスウェールズ州）
  -  スウィンバーン工科大学（同上・ビクトリア州）
- アジア
  -  高麗大学校（大韓民国・ソウル特別市）
  -  北京大学（中華人民共和国・北京市）
  -  上海外国語大学（同上・上海市）
  -  西安外国語大学（同上・陝西省西安市）
  -  イデアアカデミア（フィリピン・セブ島）

## 学生生活

### 入学式・卒業式
- 佐世保校・シーボルト校合同で行われる。
  - 入学式会場 - アルカスSASEBO（佐世保市）
  - 卒業式会場 - 長崎ブリックホール（長崎市）
    - 長崎大学などと日時が重なる場合、会場がアルカスSASEBOなどに変更されることがある。

### クラブ・サークル活動

#### 佐世保校

##### 体育部
- アメフト部マリンズ
- 空手道部
- 新極真会カラテ部
- 剣道部
- 硬式庭球部
- よさこい部リズム戦隊メロディアス
- サッカー部
- 少林寺拳法部
- 柔道部
- 準硬式野球部

- ソフトテニス部
- ソフトボール部
- 卓球部
- バスケットボール部
- バドミントン部
- 男子バレーボール部
- 女子バレーボール部
- マリンスポーツ部
- 陸上競技部
- 弓道部

- 軟式野球部
- フィッシング部
- ハンドボール部
- ストリートダンス部marfic
- 硬式テニス同好会
- フットサル同好会
- サッカー同好会
- バレーボール同好会
- バスケットボール同好会
- ソフトテニス同好会

- エクストリーム同好会
- スポーツバイク同好会
- 合気道同好会
- 女子ソフトボール同好会
- 水泳同好会
- 山岳同好会
- スポーツ同好会
- IVUSA同好会

##### 文化部
- アート部
- 放送アナウンス部
- 茶道部
- 吹奏楽部
- 写真部

- 自然科学部
- ボランティア部
- 軽音楽部
- ギター・マンドリン部
- 演劇部劇団ZOO

- 日中交流同好会
- 簿記同好会
- 電子計算機技術同好会
- シップスさせぼ同好会
- 麻雀同好会

- 地図地理同好会
- 生協組織部
- 鵬祭実行委員会
- 文学研究会部
- 新聞会

##### 活動
- アメリカンフットボール部の愛称はマリンズである。マリンズのスペルは千葉ロッテマリーンズと同じである。
- ストリートダンス部（チームの愛称はmarfic）は現在約30人で構成される。ダンスのジャンルは、ロック・ブレイクダンスを軸とし、ヒップホップダンス・ハウス・ポップダンスなどもある。
- 準硬式野球部は2010年に全国ベスト8まで勝ち進んでいる。
- よさこい部の「リズム戦隊メロディアス」は佐世保市を始め九州各地で活動を展開している。
- ギター・マンドリン部や吹奏楽部はアルカスSASEBOで定期演奏会を行っている。
- アート部は「イラスト班」「小説班」「プラモデル班」に分かれて活動をしている。
- 新聞会は古屋圭司、三浦瑠麗、Ｆ太、川上泰徳、石渡嶺司などへのインタビューも行っている。また、学園祭「鵬祭」においては、毎年トークショーを運営し、過去には小出恵介、内田理央、羽田圭介、芹那、筧利夫などをゲストとして呼んでいる。

#### シーボルト校

##### 体育部
- アウトドア部Strider
- 沖縄エイサー
- 弓道部
- 剣道部
- 硬式テニス部
- サッカー部
- Sea Kick Lovers
- 女子バスケットボール部
- 女子バレーボール部
- ソフトボール部

- 卓球部
- 男子バスケットボール部
- テコンドー部
- 軟式野球部
- 虹太鼓
- バドミントン部
- バレーサークル
- フットサル部
- Project-S
- 陸上競技部

##### 文化部
- 映画研究会SeaCaT
- 演劇部
- 華道部
- クックベジ
- グローバルフレンズ（比較文化研究同好会）
- 軽音楽部
- 茶道部
- Sun-Films ぱしゃ。
- SUN★ラジ
- 吹奏楽部
- 懐メロ同好会

- 美術部
- 邦楽部
- 放送部
- マジックサークル
- ミステリーサークル
- 和装礼法部
- Sub-culture研究会
- は～もると
- 虹太鼓
- シーボルト企業研究会

##### 活動
- メディアサークル映像制作団体Sieboは平和市長会議など、地域の様々なイベントを取材し、YouTubeで放送している。

### 学園祭
- 佐世保校・シーボルト校で別に行われる。
  - 佐世保校
    - 名称 - 「鵬祭」（おおとりさい） - 旧学章にちなみ「鵬」が入っている。
    - 開催 - 毎年11月第2土曜日・日曜日
    - 内容 - 鵬祭実行委員会によって開催されている。毎年有名アーティストや著名人によるゲストライブや新聞会主催となるトークショーが催されている。近年では、くりぃむしちゅー、丸山和也、田嶋陽子、松原タニシ、高見映、高木美保、掛布雅之、筧利夫、デューク更家、南明奈、元SDN48の芹那、桐山漣、SAMURAI、くるり、FLOW、風味堂、B-DASH、HOME MADE 家族、奥華子、ガガガSP、キマグレン、伊藤由奈、BENI、小出恵介などが挙げられる。その他にも、ミスター&ミスコンテストや女装コンテスト、カラオケ大会、長崎クイズ大会、ダンスコンテスト、各サークルによる模擬店&展示会、フリーマーケット、よさこいSASEBO祭り、佐世保バーガー早食い大会、キャンプファイヤー、花火大会、地域の幼稚園や小学校、ダンス教室などによるステージなど様々なイベントで会場中が溢れている。長崎三大学園祭に数えられる。

  - シーボルト校
    - 名称 -「SUN FESTA」（サンフェスタ）
    - 開催 - 毎年11月第3土曜日・日曜日
    - 内容 - 毎年有名アーティストや著名人によるゲストライブや講演会が催されている。近年では、塚本高史、ゴー☆ジャス、クールポコ、ナイス橋本、かりゆし58、青山テルマ、あばれる君、本郷奏多、丸山桂里奈などが挙げられる。その他にも、各サークルによる模擬店&展示会、フリーマーケットやミスター&ミスコンテスト、仮装大会、じゃんけん大会、カラオケ大会などが行われている。

## 証明書等の発行業務
- 佐世保校 事務局 学生支援課
  - 新長崎県立大学佐世保校に加え、前身の旧長崎県立大学、長崎県立国際経済大学、長崎県立短期大学佐世保商英部、長崎県立佐世保商科短期大学卒業生の証明書発行を行う。
- シーボルト校 事務局 学生支援課
  - 新長崎県立大学シーボルト校に加え、前身の県立長崎シーボルト大学、長崎県立女子短期大学、長崎県立保育短期大学校、長崎県立長崎保健看護学校卒業生の証明書発行を行う。